# Padrones (Puenteareas)
Padrones (llamada oficialmente Padróns) es una parroquia del municipio de Puenteareas, en la provincia de Pontevedra, Galicia, España.

## Demografía
Según el padrón municipal de 2011, tenía entonces 658 habitantes (335 mujeres y 323 hombres), distribuidos en 8 entidades de población, lo que supone una disminución con respecto al año 1999, en que tenía 716 habitantes.

## Iglesia
En la iglesia parroquial hay dos saeteras tapiadas de una edificación antigua en los muros septentrional y meridional del ábside. Cuenta con una portada del siglo XIII. La puerta es de guardapolvo ajedrezado con tres amplias arquivoltas apuntadas, las dos exteriores de finos baquetones y la inferior de dos filas de florones. El tímpano es liso, y el dintel en que se apoya está soportado por mochetas con ángeles esculpidos. Tiene tres pares de columnas de fuste esbelto y monolítico con capiteles de hojas finas terminadas en volutas.

## Lugares[3]
Castro | Chan de Gándara (Chan da Gándara)| Cortellas (As Cortellas) | Maínza | Mouro | Portela (A Portela) | Seca (A Seca) | Serra (A Serra)